# Заречье (Елькинский сельсовет)
Заречье — упразднённое село в Александровском районе Владимирской области России.

## География
Находилось в северо-западной части области, в зоне хвойно-широколиственных лесов, на правом берегу реки Алхавки, к югу от автодороги 17Н-122, на расстоянии примерно 15 километров (по прямой) к юго-востоку от города Александрова, административного центра района.

### Климат
Климат характеризуется как умеренно континентальный, с умеренно тёплым летом, холодной зимой, короткой весной и облачной, часто дождливой осенью. Среднегодовая температура воздуха — +3,4 °C. Годовое количество атмосферных осадков — 549 миллиметров, из которых большая часть выпадает в тёплый период.

## История
Входила в состав Елькинского сельсовета Александровского района. Решением облисполкома № 441 от 21 апреля 1977 года объединено с селом Бакино..